# ポルトープランス

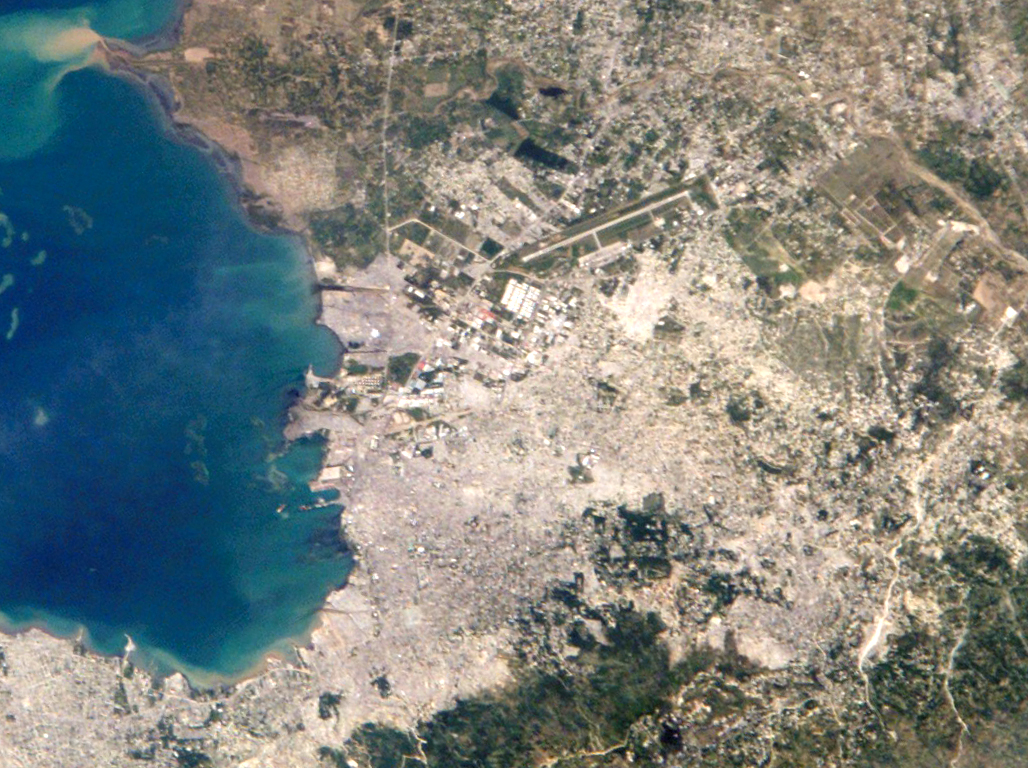
NASAによる衛星写真

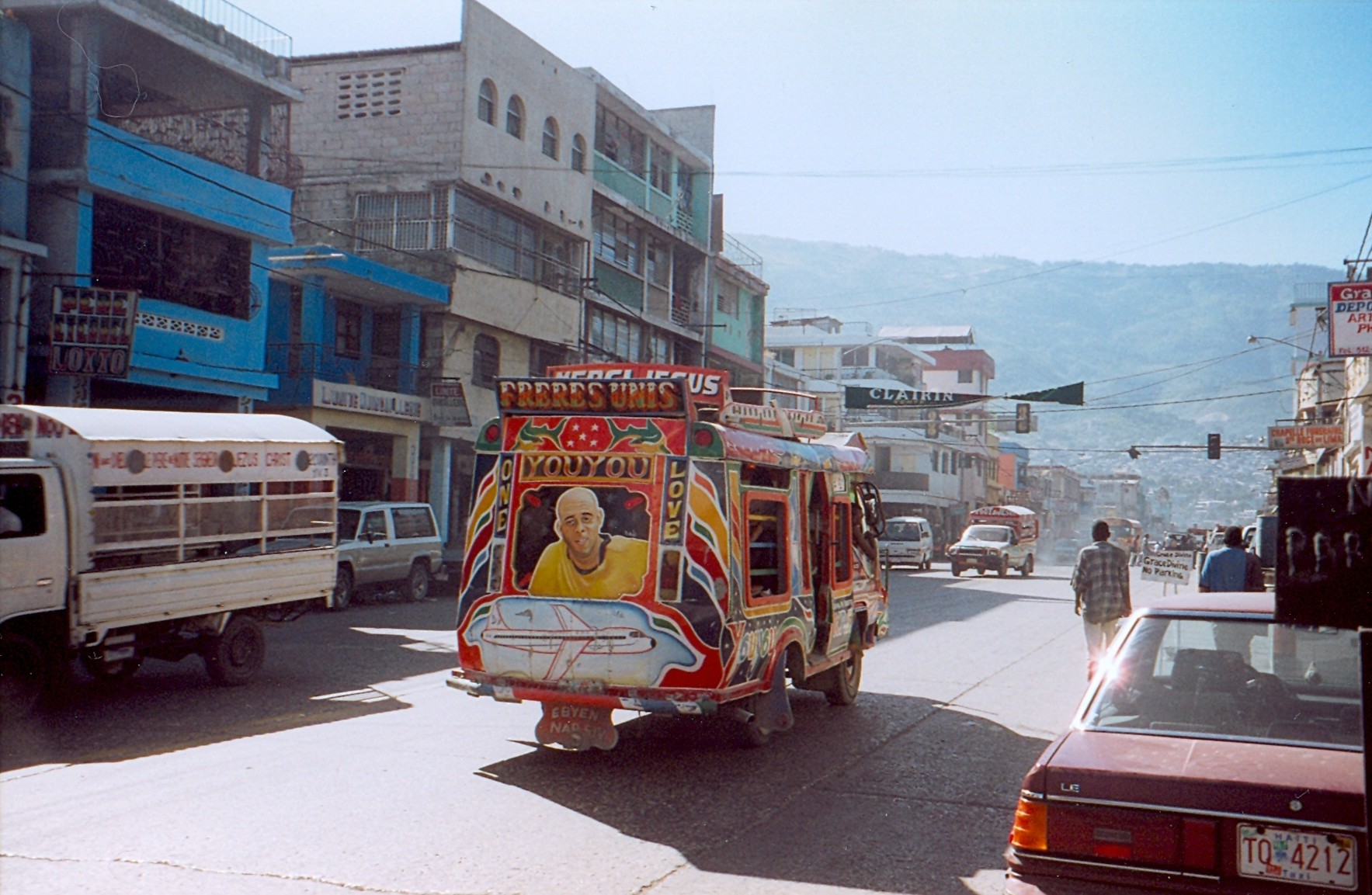
ポルトープランス市内

ポルトープランス（フランス語: Port-au-Prince）は、ハイチの首都。ハイチ語ではポトプランス（ハイチ語: Pòtoprens）。フランス語で「王子の港」を意味する。

## 概要
中心市街地はゴナイーヴ湾に面した低地にあり、住宅地は周囲の丘陵地帯に広がっている。首都への極度の人口集中により住宅地の一部はスラム化している。ハイチの人口の約25％が首都圏に住んでいると推定されている。ただし、2023年以降のギャングの勢力拡大に伴う治安悪化により、5.3万人以上の人口が流出している。

## 地理
ポルトープランスの周辺には、カルフール、デルマ、ペシオンヴィル、シテ・ソレイユ、タバーなどの衛星都市がある。

### 人口推移
ハイチ国勢調査
- 1982年 - 449,831人
- 2003年 - 703,023人
- 2009年 - 875,978人（推計値）

### 気候
熱帯気候で1年を通じ高温 (平均27～30 ℃) で、4～6月と8～10月は比較的雨が多い。ケッペンの気候区分ではサバナ気候（Aw)に属する。
| ポルトープランスの気候      | ポルトープランスの気候 | ポルトープランスの気候 | ポルトープランスの気候 | ポルトープランスの気候 | ポルトープランスの気候 | ポルトープランスの気候 | ポルトープランスの気候 | ポルトープランスの気候 | ポルトープランスの気候 | ポルトープランスの気候 | ポルトープランスの気候 | ポルトープランスの気候 | ポルトープランスの気候 |
| 月                          | 1月                    | 2月                    | 3月                    | 4月                    | 5月                    | 6月                    | 7月                    | 8月                    | 9月                    | 10月                   | 11月                   | 12月                   | 年                     |
| --------------------------- | ---------------------- | ---------------------- | ---------------------- | ---------------------- | ---------------------- | ---------------------- | ---------------------- | ---------------------- | ---------------------- | ---------------------- | ---------------------- | ---------------------- | ---------------------- |
| 平均最高気温 °C （°F）      | 31 (88)                | 31 (88)                | 32 (90)                | 32 (90)                | 33 (91)                | 35 (95)                | 35 (95)                | 35 (95)                | 34 (93)                | 33 (91)                | 32 (90)                | 31 (88)                | 32.8 (91.2)            |
| 日平均気温 °C （°F）        | 27 (81)                | 26.5 (79.7)            | 27 (81)                | 28 (82)                | 28 (82)                | 30 (86)                | 30 (86)                | 29.5 (85.1)            | 28 (82)                | 28 (82)                | 27 (81)                | 26.5 (79.7)            | 27.96 (82.29)          |
| 平均最低気温 °C （°F）      | 23 (73)                | 22 (72)                | 22 (72)                | 23 (73)                | 23 (73)                | 24 (75)                | 25 (77)                | 24 (75)                | 24 (75)                | 24 (75)                | 23 (73)                | 22 (72)                | 23.3 (73.8)            |
| 雨量 mm （inch）            | 33 (1.3)               | 58 (2.28)              | 86 (3.39)              | 160 (6.3)              | 231 (9.09)             | 102 (4.02)             | 74 (2.91)              | 145 (5.71)             | 175 (6.89)             | 170 (6.69)             | 86 (3.39)              | 33 (1.3)               | 1,353 (53.27)          |
| 平均降雨日数 （≥1 mm）      | 3                      | 5                      | 7                      | 11                     | 13                     | 8                      | 7                      | 11                     | 12                     | 12                     | 7                      | 3                      | 99                     |
| 平均月間日照時間            | 279.0                  | 254.2                  | 279.0                  | 273.0                  | 251.1                  | 237.0                  | 279.0                  | 282.1                  | 246.0                  | 251.1                  | 240.0                  | 244.9                  | 3,116.4                |
| 出典：Climate & Temperature |                        |                        |                        |                        |                        |                        |                        |                        |                        |                        |                        |                        |                        |

## 歴史

### ポルトープランスの建設まで
クリストファー・コロンブスの到着以前は、永住者はいなかった。15世紀末、この地域はハラグア (Xaragua) 地方のタイノ族首長のボヘチョ (Bohechio) の支配下にあった。祖先たちと同様、周辺の島に住んでいるカリブ族の標的になることを畏れ、彼も海岸近くに居住することを避けた。海に近いこの地域は狩猟の場とされていた。
スペイン人の到着により、先住民は、保護領となることを強いられ、ボヘチョは子孫を残さず亡くなり、カシケ（首長）のカオナボ（Caonabo）の妻であり、彼の妹であるアナカオーナ (Anacaona) が後継となった。アナカオーナはスペイン人との間に友好関係を維持しようと試みたが、スペイン人がより多くの貢物を要求するようになり、困難となった。1503年、スペイン人統治者は直接支配することを決定し、統治者となったニコラス・デ・オバンドー (Nicolás de Ovando) が、アナカオーナを首長とする体制を崩壊させようと企てた。オバンドーはアナカオーナや他の部族のリーダーを宴会に招き、彼女たちに大量のワインをふるまって酔わせ、スペイン人の部下たちに殺害を命じた。アナカオーナは助命されたが、しばらく後に公開絞首刑となった。武力や疫病も合わせ、スペイン人は多くの先住民を殺した。この地域のスペイン人による統治が確立し、オバンドーらは、サンタ・マリア・デ・ラパス・ベルダデラ (Santa Maria de la Paz Verdadera) と名づけられた、海岸からそれほど離れていない場所に入植した。その場所は数年後に放棄された。ほどなくしてオバンドーはサンタ・マリア・デル・プエルト (Santa Maria del Puerto) を創設した。そこは1535年にフランス人探検家に焼き討ちにされ、1592年に再度海賊に焼き討ちにされた。これらの襲撃はスペイン人植民者にとって大きな負担となり、1606年にスペイン人はこの地域を放棄することを決定した。
その後50年以上に渡って、今日のポルトープランスのあるこの地域のスペイン人は激減した。最終的に海賊であるバッカニア達が、この地域を基地として使用し始めた。またオランダ人商人達が狩猟目的で頻繁に往来し始めた。1650年頃、フランス人の海賊やフィリバスター達がトルトゥーガ島から移住するようになり、トルゥー＝ボルデ (Trou-Borded) に定住した。植民の規模が大きくなるにつれて、彼らは海岸からそれほど遠くない場所であるテュルゴー・ハイツ (Turgeau heights) に病院を設置した。このため、この地域は「ロピタル」 (l'Hôpital, 病院)と呼ばれるようになった。彼らは、この地域（ポルトープランス）で最初の定住者となった。
スペイン人はこの地域では50年以上も不在だったが、領土に対する公的な権利を保持しており形式上はスペインの領土だった。しかし、この地域のフランス人フィリバスターはスペイン政府に対して敵対的であり、事実上無政府状態となっていた。スペイン王はロピタル地域を奪還するためにカスティーリャ軍を派遣した。しかし、派遣軍は人数や武器の量で劣勢だったため敗北した。スペイン政府は1697年にレイスウェイク条約に署名し、ロピタル地域の権利を放棄した。これで、ハイチは正式にフランス領サン＝ドマングとなった。以後、フランス人入植者が急増し、黒人奴隷を使ったプランテーション農業地帯に発展した。
ロピタル地域に居住していたフランス人フィリバスターの存在は、海賊を追い払うのに必要だったが、しばしば命令を無視し植民地経営の障害となることがあった。そのため、1707年冬、地域の統治者であったショワズール・ボプレ (Choiseul-Beaupré) は、ロピタル地域の支配権を主張し法令遵守を強制したが、フィリバスター達は自分達への侮辱とみなし、これを拒絶した。続けてフィリバスター達はロピタル地域を封鎖し土地を独占しようとした。その後、植民地政府はロピタル地域のフィリバスターに内陸部の土地を与え、彼らを排除した。政府の権威は強化されたが、イギリスにとってこの地域は魅力的なターゲットとなった。
フランス人はロピタルの北西にあるプティト・リヴィエール (Petite-Rivière) 地区のエステル (Ester) やゴナイーヴにも拠点を置いた。商人達が入植したエステルは、裕福な村であり、統治者の館や軍の駐屯地があった。一方、その周辺のプチ・リビエールは貧しかった。1711年の大火の後に、エステルは放棄され、北部のカパイシャンが行政の中心地になった。
商人たちがプランテーション経営で利益を上げていたため、フランスの貴族たちは競って国王に植民地の土地を要求した。最初にロピタルを統治した貴族はジョゼフ・ランド (Joseph Randot) 卿であった。1737年に彼が死ぬまで、ピエール・モレル (Pierre Morel) 卿とガティアン・ブレットン・デ・シャペル (Gatien Bretton des Chapelles) が一部の地域の支配権を得た。
植民地政府は、フランス領サン＝ドマングの首都を植民地中央部に置く必要があると考えた。レオガンとプティゴアーヴ (Petit-Goâve) が首都誘致を競ったが、双方とも様々な理由で除外された。レオガンの地勢は海からの襲撃に対して脆弱であり、プティ・ゴナイーヴの気候は、マラリアが発生しやすかった。結果として1749年に新都市「ポルトープランス」の建設が開始された。
地名の由来は複数あるが、1706年にド・サン・タンドレ (de Saint-André)と名乗る船長が、ル・プランス号 Le Prince で、ロピタル地域の沖合に現れ、「ポルトープランス」（王子、プリンス号の港）と名付けたと言われている。しかし「ロピタル」も長きに渡り併用された。

### 革命期
1770年、サン＝ドマング植民地の首都はカパイシャンからポルトープランスに移された。しかし、ハイチ独立前の1794年にイギリス軍によって占領された。1803年にハイチはイギリスの支援を受けて、フランス軍をサン＝ドマング領内から駆逐し、1804年1月1日に独立宣言をし(ハイチ革命)、ポルトープランスは新独立国のハイチの首都となった。
フランス革命やハイチ革命の期間、ハイチ皇帝のジャン＝ジャック・デサリーヌによって改名されるまで、この場所はポール＝レピュブリカン (Port-Républicain) として知られていた。ハイチが北部の王国と南部の共和国に分断されている間、ポルトープランスは共和国ハイチの首都であり、アレクサンドル・ペションの支配下にあった。ジャン＝ジャック・デサリーヌがラルナージュ橋 (Pont Larnage) で暗殺された後に、アンリ・クリストフが街の名前をポルトークリム (Port-aux-Crimes) に改名した。

### 現在
その後のアメリカ占領時代を経て、1950年代には経済の活況を受けインフラストラクチャーの整備が進んだ。しかし、フランソワ・デュヴァリエの独裁下で経済が停滞し、その後繰り返し起きたクーデターと反政府勢力との内戦状態の中で、インフラストラクチャーの老朽化が進むようになった。

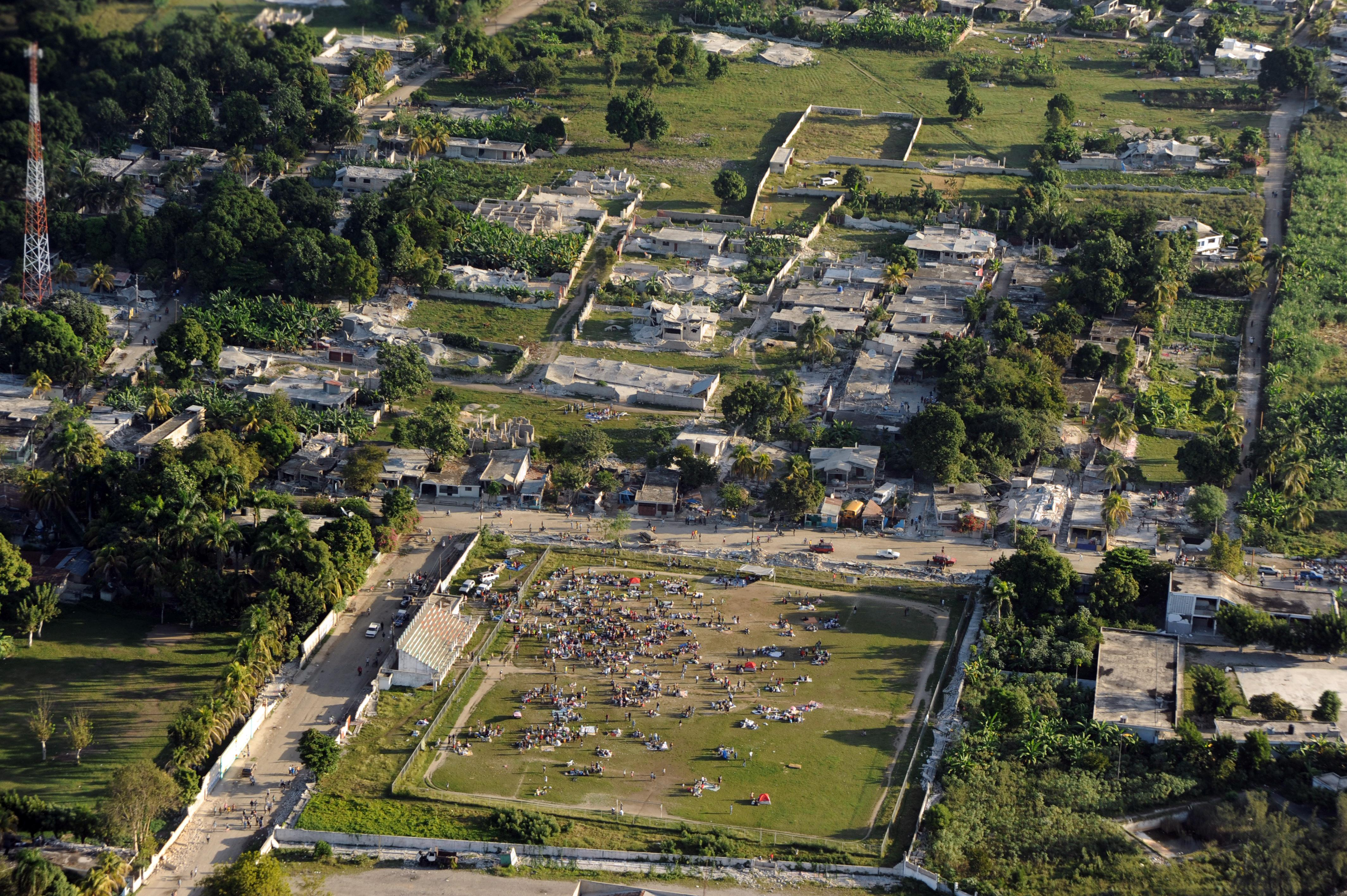
倒壊した建物と広場に避難した人々

### 2010年のハイチ大地震
2010年1月12日午後4時53分(日本時間13日午前6時53分)にポルトープランス南西16kmを震源とするマグニチュード7.0の強い地震があり、大統領宮殿等の政府機関を含む多くの建物が崩壊、多くの死者が出るなど壊滅的被害を受けた。

### 2020年代
2021年7月7日、ジョブネル・モイーズ大統領がポルトープランスの自宅で暗殺された（ジョブネル・モイーズ暗殺事件）。
2022年7月8日、貧民街シテ・ソレイユでギャング組織間の抗争が激化。激しい銃撃戦により50人以上が死亡、100人以上が負傷。その後も抗争は続いた。2023年には、市内の大半がギャングに支配され、約20万人の住民が避難を強いられる状況となった。こうした治安の悪化は、国連安全保障理事会において治安回復に向けた多国籍部隊の派遣を承認する決議案が採択される契機となった。
2024年2月29日、有力ギャングリーダーが首相退陣を求めて武装蜂起。ポルトープランス全域で銃撃戦が発生して警察官4人が死亡した。同年3月2日には、市内の国立刑務所がギャングに襲撃され、多数の受刑者が脱走。少なくとも十数人が死亡。翌3月3日にはハイチ政府が非常事態を宣言した。その後も大統領官邸、警察本部が暴徒に襲撃を受けたことから、アメリカ大使館は最小限の人員を残して職員を国外に退避。ドイツや欧州連合の外交官もドミニカ共和国へ出国した。
その後も現地警察とケニア主導の多国籍治安支援ミッションが最善を尽くしたにもかかわらず、国家統制は回復できずギャング組織が浸透。2025年7月、国際連合薬物犯罪事務所の事務局長は、ギャングがポルトープランスの約90%を支配していると指摘した。

## 政治

### 行政
2022年現在の市長はラルフ・ユーリ・シェヴリーである。市内中心部には国会議事堂や大統領官邸などがある。

## 対外関係

### 姉妹都市・提携都市
姉妹都市
- バトンルージュ（アメリカ合衆国 ルイジアナ州）- 1978年

提携都市
- マイアミ（アメリカ合衆国 フロリダ州）- 1991年
- モントリオール（カナダ連邦 ケベック州）- 1995年

## 経済
港湾都市であり貿易の中心地であると同時に、ハイチにおける経済の中心地でもある。
コーヒー豆や砂糖の主要な積出港であり、石鹸、繊維、セメントも輸出している。
かつては靴、野球用品などを輸出していた。

## 交通
市内には公共交通機関といえるものはなく、庶民の足はもっぱら民営の乗り合いバスやピックアップトラックを改造した小型乗り合いバス、タクシーなどである。

### 空港
- ポルトープランス国際空港からカリブ海諸国や中央アメリカ、北アメリカやヨーロッパ諸国への定期便が就航している。

### 港湾
- ポルトープランス港

## 文化
国立大学をはじめとする高等教育機関がある。また、ハイチの新聞社やテレビ局、ラジオ局のほとんどがポルトープランスに拠点を置いている。